# Talbot Jennings
Talbot Jennings (* 24. August 1894 in Shoshone, Idaho; † 30. Mai 1985 in East Glacier, Montana) war ein US-amerikanischer Drehbuchautor.

## Leben
Jennings wurde in einer christlich geprägten Familie geboren; so war sein Vater Diakon der Episkopalkirche für die US-Bundesstaaten Idaho und Wyoming. Nach seinem Abschluss an der High School in Nampa (Idaho), wurde auch Jennings als Soldat in den Ersten Weltkrieg entsandt, wo er in mehreren Schlachten oft ums Überleben kämpfte.
Nach seiner Rückkehr in die Staaten absolvierte Jennings die University of Idaho, war dort Mitglied der Studentenverbindung Phi Beta Kappa, und erlangte 1924 seinen Abschluss. Danach wechselte Jennings nach Harvard und erhielt dort seinen Master. Zuletzt absolvierte er die Yale University, wo er Drama studierte.
Jennings’ Filmkarriere begann 1934, als er als Ko-Autor an der Produktion des Filmdramas We Live Again beteiligt war. Nur ein Jahr später, 1935, schrieb er für seinen wohl bekanntesten Film: Meuterei auf der Bounty brachte ihm 1936 seine erste von insgesamt zwei Oscar-Nominierungen in der Kategorie Bestes adaptiertes Drehbuch ein. Elf Jahre später, gelang ihm 1947 mit Anna und der König von Siam erneut für eine Goldstatue nominiert zu werden – eine Auszeichnung blieb ihm jedoch stets verwehrt. Jennings schrieb bis 1957 ausschließlich für Kinofilme, ehe er in den letzten acht Jahren seiner Karriere auch Episoden für Fernsehserien verfasste, so auch 1959 für die Krimiserie 77 Sunset Strip. Mit Die vier Söhne der Katie Elder schrieb Jennings 1965 sein letztes Drehbuch.
Jennings, über dessen letzte zwei Lebensjahrzehnte oder gar sein Privatleben nichts bekannt ist, starb 1985, im Alter von 90 Jahren, an Krebs.

## Filmografie (Auswahl)
- 1935: Meuterei auf der Bounty (Mutiny on the Bounty)
- 1936: Romeo und Julia (Romeo and Juliet)
- 1938: Piraten in Alaska (Spawn of the North)
- 1939: Herrscher der Meere (Rulers of the Sea)
- 1940: Nordwest-Passage (Northwest Passage)
- 1941: So Ends Our Night
- 1944: Der Pirat und die Dame (Frenchman's Creek)
- 1947: Anna und der König von Siam (Anna and the King of Siam)
- 1950: Die schwarze Rose (The Black Rose)
- 1951: Colorado (Across the Wide Missouri)
- 1953: Die Ritter der Tafelrunde (Knights of the Round Table)
- 1955: Flucht nach Burma (Escape to Burma)
- 1965: Die vier Söhne der Katie Elder (The Sons of Katie Elder)

## Auszeichnungen
- 1936: Oscar-Nominierung, Bestes adaptiertes Drehbuch, für Meuterei auf der Bounty
- 1947: Oscar-Nominierung, Bestes adaptiertes Drehbuch, für Anna und der König von Siam